# Zhongshan (stadsprefectuur)
Zhongshan is een stadsprefectuur in de provincie Guangdong van China. De stad Zhongshan heette vroeger Xiangshan. Wegens eerbetoon aan Sun Zhongshan (beter bekend als Sun Yat-sen), die hier geboren is werd de naam van de stad veranderd in Zhongshan. Er zijn universiteiten in Zhongshan. 
Tijdens de volkstelling van 2020 had de stad 4,4 miljoen inwoners. De stad is onderdeel van de agglomeratie rondom Guangzhou (Kanton), de Parelrivierdelta, met 72.7 miljoen inwoners de grootste metropool ter wereld.

## Geschiedenis
In de Periode van de Strijdende Staten was Zhongshan een kleine staat. In 296 v.Chr. werd het door Zhao ingelijfd.

## Cultuur
Zhongshan is het centrum van de Kantonese cultuur. Scholen waar men Kantonese yue-opera, kungfu, drakendans, leeuwendans en andere culturele activiteiten kan leren, zijn in Zhongshan gevestigd.

## Stedenband
- Honolulu (Verenigde Staten)

## Bekende inwoners van Zhongshan

### Geboren
- Tang Shaoyi (1862-1938), politicus en diplomaat
- Jiang Jialiang (1964), tennisser

### Jiaxiangof woonachtig (geweest)
- Ruan Lingyu 阮玲玉 (1910-1935), actrice
- Rong Guotuan 容国团 (1937-1968), tafeltennisspeler
- Sally Yip Sin-Man (1961), Chinees-Canadese actrice en zangeres
- Kenix Kwok Ho-Ying (1969), Hongkongse actrice
- Charmaine Sheh Sze-Man (1975), Hongkongse actrice
- Sharon Chan Man-Chi (1979), Hongkongse actrice
- Ron Ng Cheuk-Hei (1979), Hongkongse acteur

## Galerij

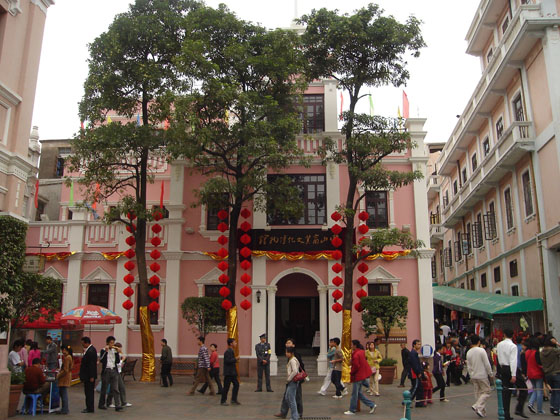
Het museum van commerciële cultuur in Zhongshan
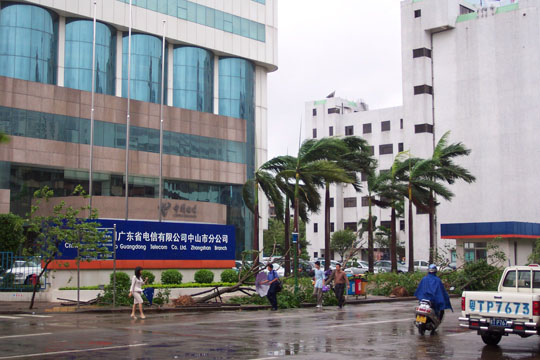
Tyfoon in Zhongshan
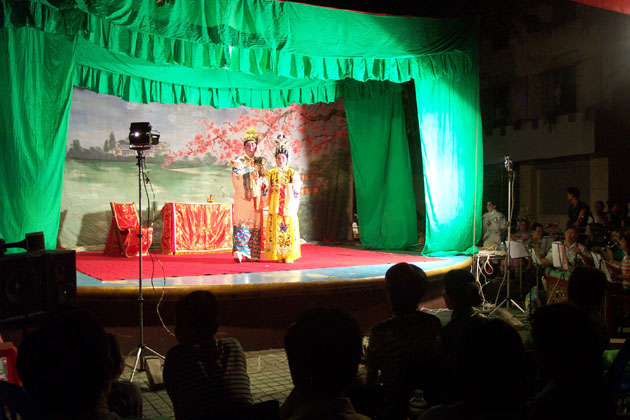
Kantonese Yue-opera in Zhongshan